# Cajidiocan
Cajidiocan (Bayan ng Cajidiocan) är en kommun i Filippinerna. Kommunen tillhör provinsen Romblon och ligger på ön med samma namn. Folkmängden uppgår till 19 369 invånare.
Cajidiocan är indelat i 14 barangayer.